# Tanegashima Space Center

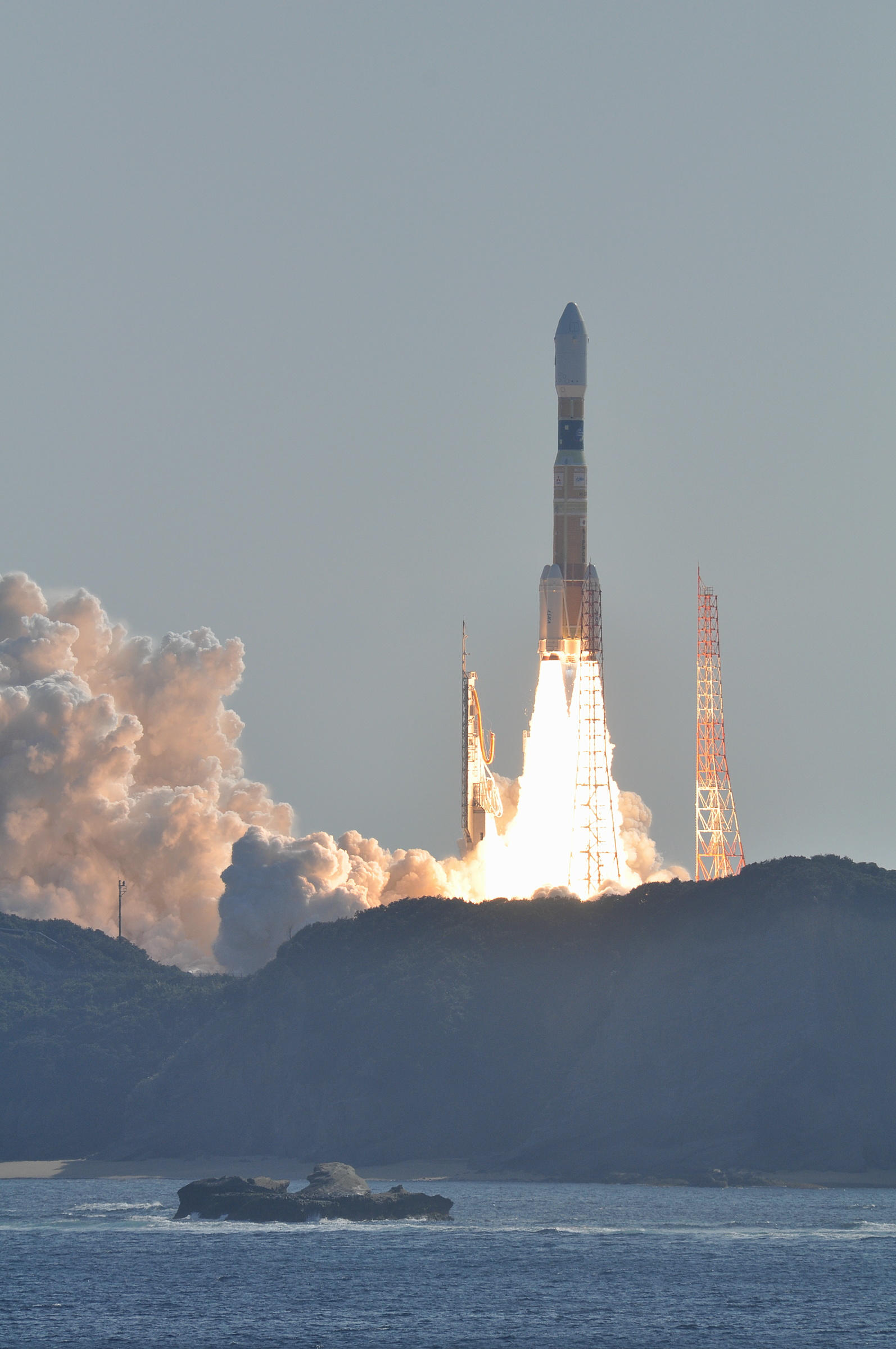
H-IIB-Trägerraketenstart – Nr. F2 – HTV-2 Kōnotori, TNSC 2011

Das Tanegashima Space Center (kurz TNSC, jap. 種子島宇宙センター , Tanegashima Uchū Sentā) ist ein japanischer Weltraumbahnhof in Minamitane auf der Insel Tanegashima. Mit einer Fläche von 9,7 Quadratkilometern ist das TNSC der größere der beiden Weltraumbahnhöfe Japans.
Hier werden unter anderem Aufklärungs-, Erdbeobachtungs- und Kommunikationssatelliten gestartet.

## Geschichte
Der Raketenstartplatz wurde 1969 bei der Gründung der National Space Development Agency of Japan (kurz NASDA) errichtet. Seit der Zusammenführung der NASDA mit dem Institute of Space and Astronautical Science (ISAS) und dem National Aerospace Laboratory of Japan (NAL) zu der neuen japanischen Raumfahrtagentur Japan Aerospace Exploration Agency (JAXA) befindet sich das TNSC im Besitz der JAXA. Seit 1975 werden von dem TNSC auch orbitale Missionen gestartet.

## Raketenstartplätze und Nutzung
Der Weltraumbahnhof lässt sich in zwei Bereiche unterteilen, die nördlich gelegene Osaki Range und die südlich gelegene Takesaki Range.

### Osaki Range
Die Osaki Range (大崎射場) beinhaltet zwei Startkomplexe, den Osaki Launch Complex (OLC, 大崎射点) und den Yoshinobu Launch Complex (YLC, 吉信射点). Der Osaki Launch Complex ist der ältere der beiden Startanlagen und wurde 1992 außer Dienst gestellt. Der Startplatz am OLC wurde für Raketen des Typs J-I, N-I und N-II genutzt. Der erste Start vom OLC fand am 9. September 1975 statt.
Der Startplatz des Yoshinobu Launch Complex (YLC) besteht aus zwei Startrampen, dem Launch Pad 1 (YLP-1) und dem Launch Pad 2 (YLP-2). Er wurde 1993 für das H-II-Programm gebaut und bestand zunächst nur aus der Startrampe 1. Im Jahr 2000 wurde die Startrampe 2 gebaut, welche erstmals 2009 zum Einsatz kam. Vom YLC aus werden H-IIA-Raketen und wurden H-IIB-Raketen gestartet. Der erste Start fand am 3. Februar 1994 statt.

### Takesaki Range
Die südliche Takesaki Range (竹崎射場) besteht unter anderem aus dem Startplatz Q und dem Takesaki Launch Complex (TLC, 竹崎射点). In den südlich gelegenen Startplätzen der Takesaki Range starteten bisher meist nur Feststoffraketen. Von Startplatz Q sind bisher nur zwei Raketen vom Typ Mu gestartet, die erste am 2. September 1974, die zweite am 5. Februar 1975. Der TLA wird zum Starten von Lambda, MT-135, S und TR-1 genutzt. Von hier werden seit 1967 Raketen gestartet.

## Restliches Gelände
Zur Montage der H-II-Raketen besitzt das TNSC ein Vehicle Assembly Building, kurz VAB am Launch Complex Yoshinobu, ähnlich dem Vehicle Assembly Building des Kennedy Space Centers. Es ist 81 Meter hoch und das größte Gebäude am TNSC. Nach einem Umbau passen mittlerweile zwei H-IIA-Raketen zur Montage gleichzeitig in das VAB. Die Dauer des Zusammenbaus einer H-II beträgt drei Monate, die der H-IIA einen Monat. Die Fahrt von der VAB zu der etwa 500 Meter entfernten Startrampe 1 (Launch Pad 1) dauert circa 30 Minuten.
Das Kontrollzentrum für den Flug der H-II des TNSC liegt aus Sicherheitsgründen 10 Meter unter der Erde und 500 Meter vom Startplatz der Rakete entfernt.

TNSC – Tanegashima Space Center
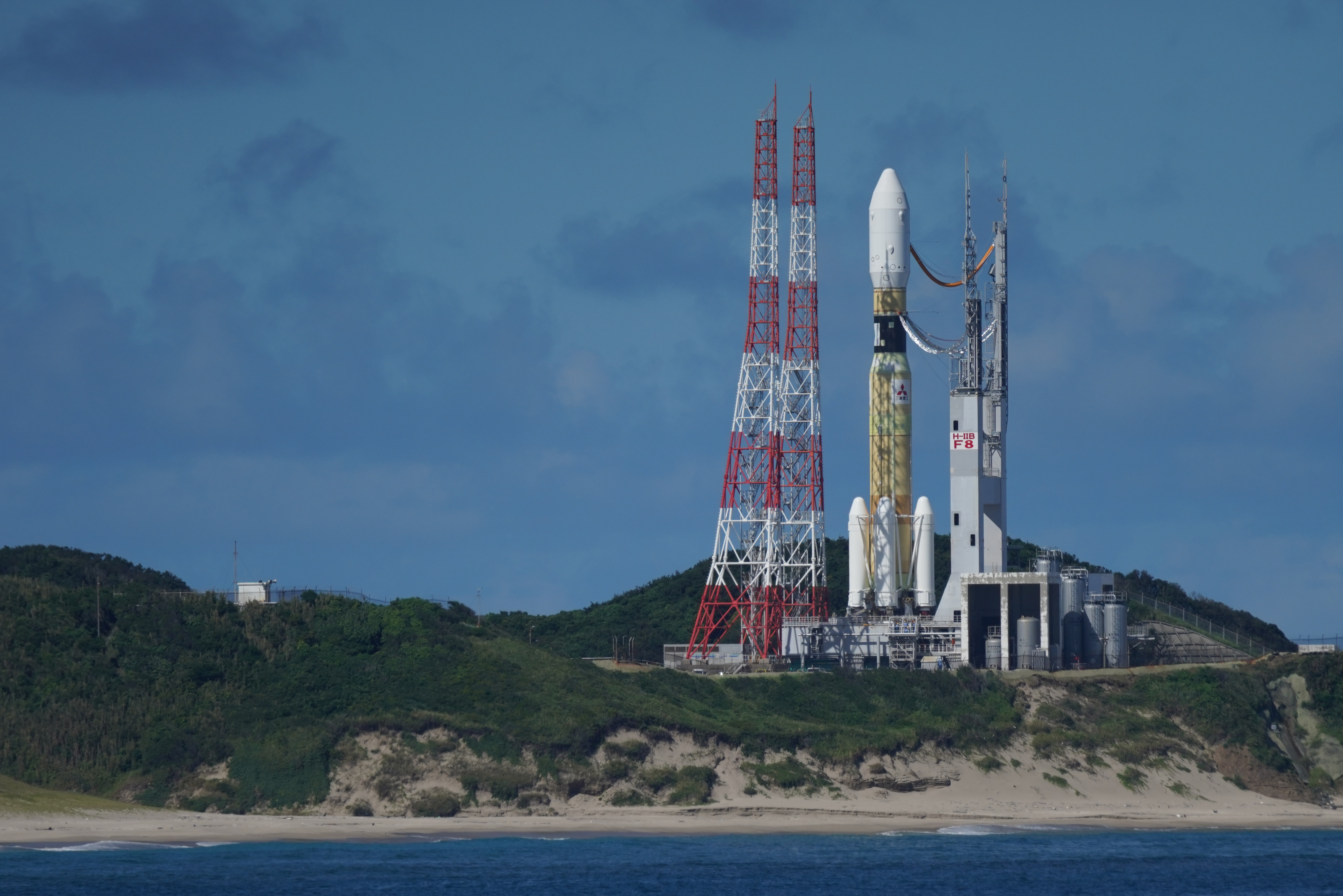
H-IIB-Trägerrakete (Nr. F8) – LC-Y2, Yoshinobu Launch Pad 2, 2019
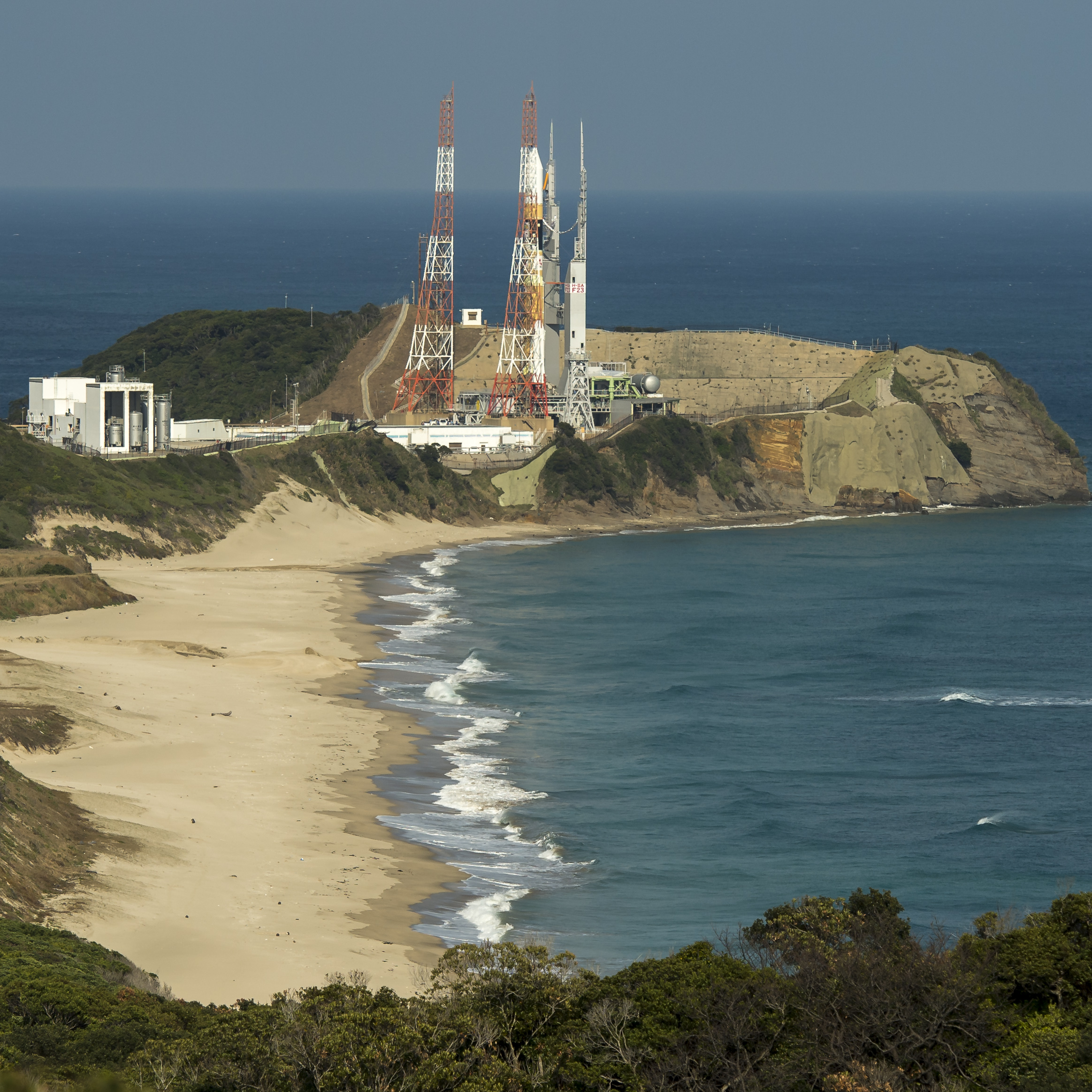
H-IIA (Nr. F23) – GPM-Startvorbereitung – LC-Y1, 2014
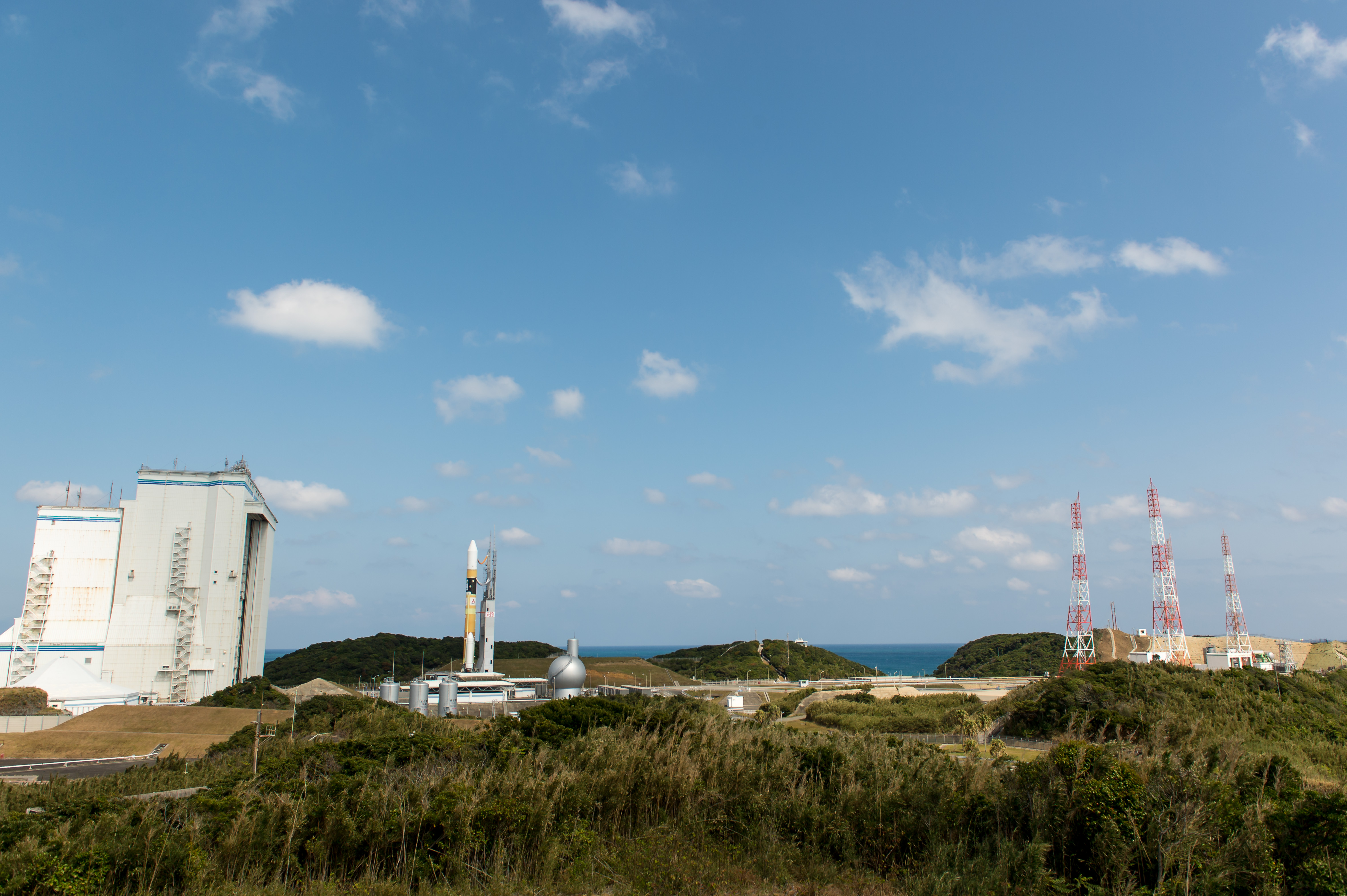
HII-A (Nr. F23) –Launch Complex Yoshinobu – LC-Y1 GPM-Startvorbereitung, 2014
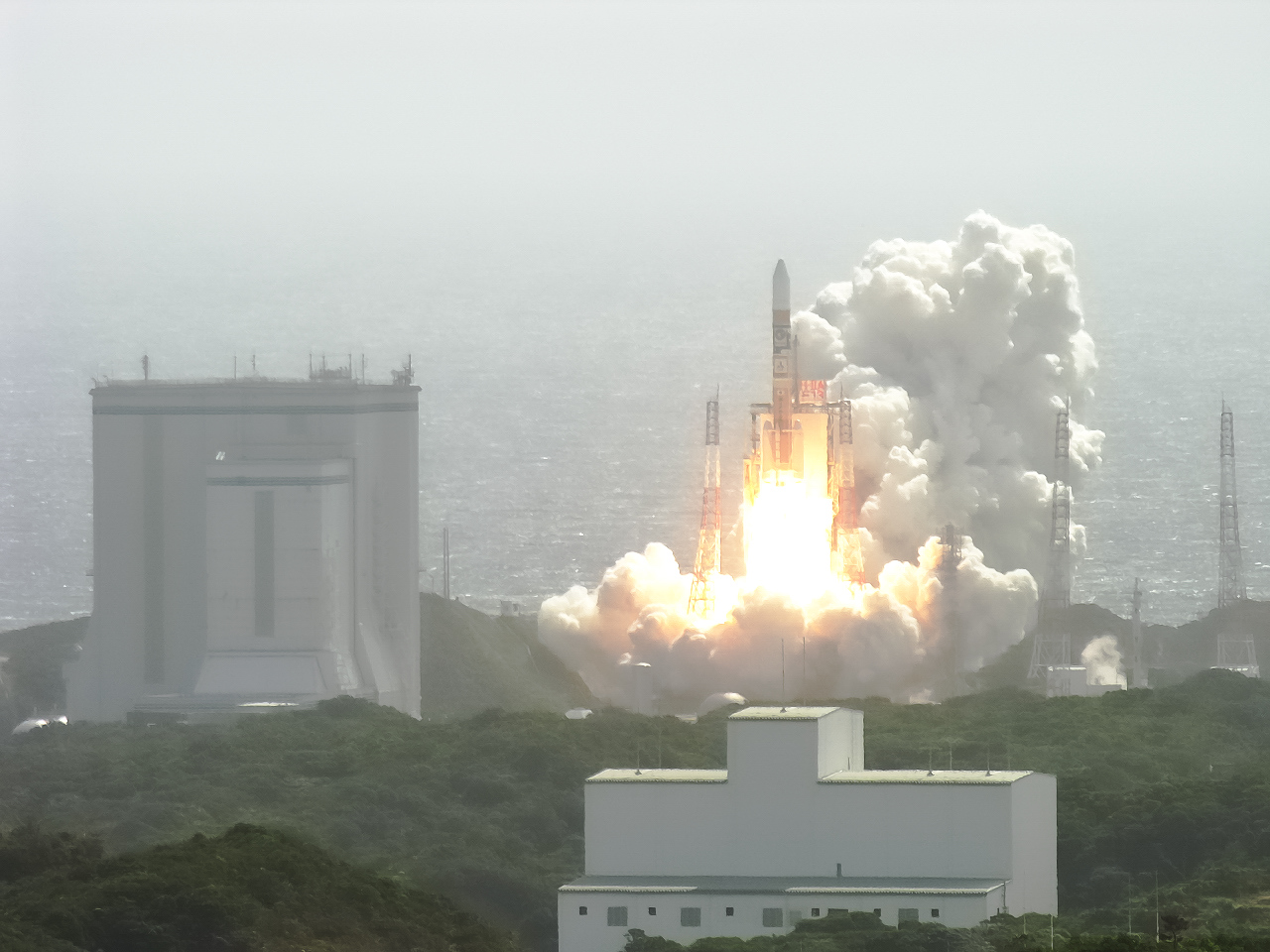
H-IIA-Start (Nr. F13) mit Kaguya vom LC-Y1 des Launch Complex Yoshinobu, 2007
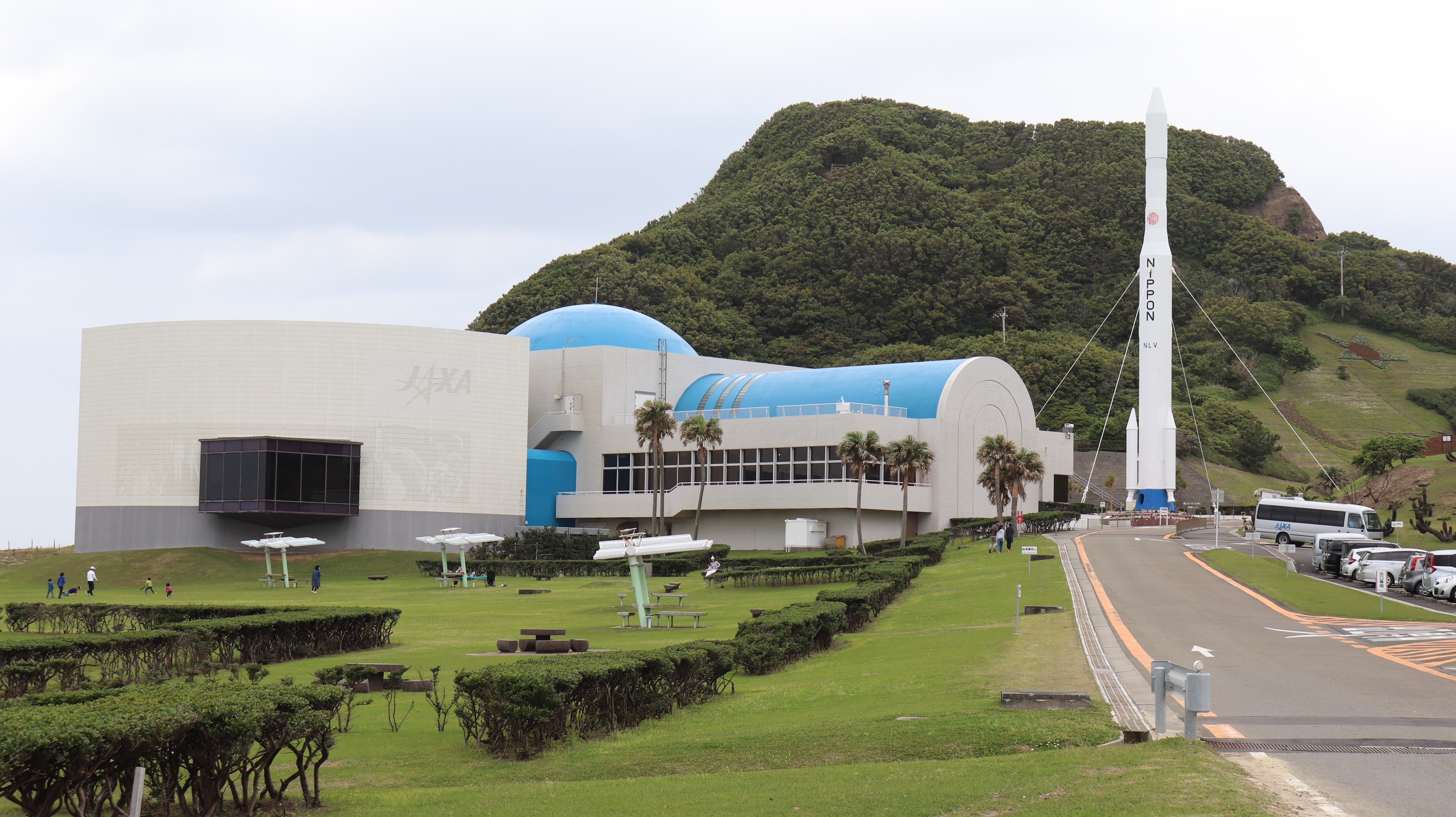
Das Space Science and Technology Museum (宇宙科学技術館) 1, TNSC 2019
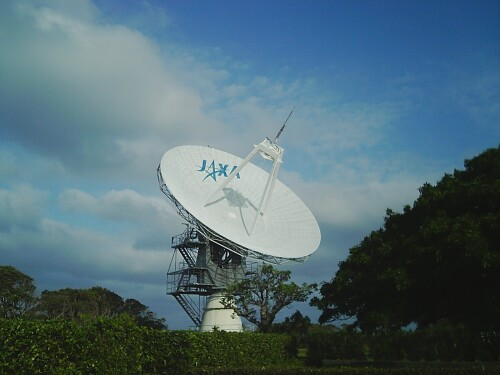
Parabolantenne – Masuda Tracking and Communications Station 2, 2005

__